# 第34屆傳藝金曲獎
第34屆傳藝金曲獎由國立傳統藝術中心主辦，頒獎典禮於2023年10月7日於臺灣戲曲中心大表演廳舉辦、委託中國電視公司轉播。

## 報名資格與統計
本屆將「出版類」調整為「音樂類」。凡於2022年3月1日至2023年2月28日以臺灣作為首次發行地的傳統暨藝術音樂專輯以及正式的戲曲公開展演均可報名。
本屆傳藝金曲獎共有871件報名，91組創作者、43件作品入圍。戲曲表演類由唐美雲歌仔戲團《冥遊記─帝王之宴》與臺北木偶劇團《水鬼請戲》一舉獲得5項大獎提名，音樂類入圍最多獎項的專輯為典歌詩台灣音樂坊出版的《台語十四行歌 人生七章》，以及臺北市立國樂團的國樂臺語歌劇《蔥仔開花》，各得到5項大獎提名。戲曲類特別獎得主由素有歌仔戲活字典之稱的陳美雲獲得，音樂類特別獎得主則是由排灣族古調教育家查馬克·法拉屋樂獲得。。

## 入圍暨得獎名單
| 以表示得獎者 |

### 音樂類個人獎

#### 最佳錄音獎
《搜神尋妖 玩樂趣》因入圍者提出放棄入圍資格，國立傳統藝術中心於9月18日公告取消入圍資格

## 外部連結
- 傳藝金曲獎官網 （页面存档备份，存于）